# 간장과 막야
간장(중국어 정체자: 干將, 병음: Gān Jiàng)과 막야(중국어 정체자: 莫耶, 莫邪, 병음: Mò Yé)는 고대 중국 춘추시대에 살았던 대장장이 부부이자 그들이 만든 한 쌍의 검의 이름이다. 간장 막야 부부와 두 검의 일화는 《오월춘추》의 〈합려내편〉과 《수신기》 등이 그 출전이지만, 문헌마다 상세 내용은 차이가 크다. 20세기 들어서는 루쉰이 이 고사를 바탕으로 《미간척》을 저술하기도 했다.

## 오월춘추
《오월춘추》에서는 주로 그 제작경위와 과정이 말해진다. 
오왕 합려가 월나라에서 보낸 세 자루 보검(담로, 반영, 어장)을 보고 간장에게 두 자루의 검을 만들라고 명령했다. 간장은 최고의 재료(오산의 철정, 육합의 금영. 오산은 태산과 같은 5산 중 하나이고 육합이란 천지사방을 말한다)를 모아 최고의 조건(후천사지候天伺地、음양동광陰陽同光、백신임관百神臨觀、천기하강天氣下降)을 갖춘 뒤 노(炉)를 열었다. 그러나 온도가 급격하게 낮아져 철이 녹지 않았다. 석 달이 지나도록 손가락만 빨다가 과거 그들의 스승 부부가 노 속에 몸을 던져 쇳물을 녹인 적이 있음을 생각하고 아내 막야가 자신의 손톱과 털을 넣고 동자 삼백 명에게 풀무를 밟도록 했더니 겨우 철이 녹았다. 그리하여 완성된 두 자루의 검 중 간장검은 숨겨두고 막야검만 합려에게 헌상했다. 어느날 노나라 사자 계손이 오나라를 방문하자 합려는 그에게 막야검을 선물로 주고자 했다. 계손이 막야검을 칼집에서 빼 보자 날이 빠져 있었다. 이를 본 계손은 오나라가 패자가 될 것이지만 결국 망할 것이라 예측하고 막야검을 받지 않았다.

## 수신기
《수신기》에서는 위와 다르게 간장과 막야에게 검의 제작을 의뢰한 것이 오나라가 아닌 초나라 왕이다. 그 공정 과정도 세세한 설명이 있는 게 아니라 단순히 3년 걸렸다고만 할 뿐이고, 주로 그 후일담이 말해진다. 또 《수신기》에는 막야의 이름이 어조사 야(耶)가 아니고 그런가 야(邪)라고 기록되어 있다.
검이 완성되는 데 3년이나 걸리자 초왕은 분노했다. 간장이 초왕에게 막야검을 헌상했을 때 막야는 임신 중이었는데, 간장이 막야에게 자신은 분명 초왕에게 살해당할 것이니, 아들을 낳거들랑 “문을 나와 남쪽으로 산을 바라보는 돌 위에 자란 소나무”, 즉 주춧돌 위 나무기둥 속에 간장검을 숨겼으니 그것으로 복수를 명할 것을 당부하였다. 초왕은 제작기한을 넘긴 데다가 헌상한 검이 한 자루 뿐인 것을 알고 더욱 분노하여 간장을 죽였다. 막야가 낳은 아들 적비(子赤)는 이마가 넓어서 미간척(眉間尺)이라고도 했는데, 성장하여 어머니에게 아버지의 행방을 물었다. 막야는 아들에게 아버지가 초왕에게 살해당한 것을 가르치고 간장의 유언을 전했다. 기둥 아래에서 간장검을 꺼내 손에 넣은 적비는 밤낮으로 복수를 생각했는데, 초왕이 꿈을 통해 이를 알고 적비에게 현상금을 걸었다. 그러자 적비는 산으로 도망가 울었다. 그곳을 지나가던 협객이 우는 이유를 묻자 적비가 자초지종을 말했다. 그러자 협객은 “그렇다면 간장검과 너의 목이 있으면 내가 대신 복수해주는 것이 가능하다”고 했다. 이에 적비는 자신의 목을 쳐 자살했는데, 그 시체는 협객이 “약속을 지키겠다”고 맹세하자 비로소 쓰러졌다. 협객은 목을 가지고 초왕을 만났고 초왕은 매우 기뻐했다. 협객이 “이것은 용자의 목이기 때문에 물에 끓여 삶아야 한다”고 하여 왕은 그 말에 따랐다. 그러나 삼일 밤낮을 끓여도 적비의 목은 삶기기는커녕 물속에서 얼굴을 내밀고 노려보고 있었다. 협객은 “왕께서 들여다 보시면 반드시 삶길 것”이라 했고, 초왕은 그 말을 따라 솥 속을 들여다 보았다. 그 순간 협객이 간장검으로 초왕의 목을 베었고, 또한 자신의 목을 베었다. 두 목은 솥 속에 빠져 적비의 목과 함께 삶겨 판별할 수 없게 되었다. 그래서 한꺼번에 매장하기로 했고 그 무덤을 왕삼묘(三王墓)라 했다. 이 무덤은 여남의 의춘현(宜春県)에 소재한다고 한다.

## 그 외 문헌
- 《묵자》 - 良劍期乎利，不期乎莫邪。
- 《순자》 〈성악〉편 - 闔閭之干將、莫邪、鉅闕、辟閭，此皆古之良劍也。